# Parti pour la renaissance nationale
Le Parti pour la renaissance nationale (Parena) est un parti politique malien, créé en 1995 par des militants du Congrès national d’initiative démocratique (CNID). Le symbole du Parena est le bélier blanc.

## Historique
Le Parena est créé en 1995 par des militants dissidents du Congrès national d’initiative démocratique (CNID). Il est présidé par Yoro Diakité. Tiébilé Dramé, ministre des Affaires étrangères pendant la transition entre 1991 et 1992 en fait partie.
Le 13 février 1996, le Parena signe avec l’Alliance pour la démocratie au Mali-Parti africain pour la solidarité et la justice (Adéma-Pasj) une plate-forme d’alliance politique. En juillet, le Parena fait son entrée au gouvernement avec la nomination de son président Yoro Diakité nommé ministre d'États à l'Intégration africaine et de Tiébilé Dramé, ministre des zones arides et semi-arides.
En 1999, Yoro Diakité, alors ministre des Mines et de l’Énergie quitte le Parena pour former un nouveau parti politique, le Bloc des alternatives pour le renouveau africain (Bara).
Le 21 février 2000, le Premier ministre Mandé Sidibé forme un nouveau gouvernement. Le Parena, absent de ce gouvernement déclare rester membre de la majorité.
En 2002, le Parena est présidé par Tiébilé Dramé qui, candidat à l’élection présidentielle, obtient 4,02 % des voix et arrive en quatrième position.
Aux élections communales du 30 mai 2004, le Parena arrive en quatrième position avec environ 700 conseillers. 
Alors que le Parti pour la renaissance nationale soutient le président Amadou Toumani Touré au cours de sen premier mandat (2002-2007), il décide de se positionner dans l’opposition à partir de 2007. Le 18 février 2007, le Parena investi son président Tiébilé Dramé comme candidat à l’élection présidentielle malienne de 2007.
Associé au parti Solidarité africaine pour la démocratie et l'indépendance dans le groupe parlementaire Parena/Sadi, les députés s'opposent à la politique du gouvernement de Modibo Sidibé sur plusieurs aspects. Ainsi, lors d'une conférence de presse organisée le 28 février 2009, les deux partis expriment leur opposition aux projets de loi relatifs à la privatisation de la Compagnie malienne pour le développement du textile (CMDT), les biotechnologies (et notamment l'autorisation des organismes génétiquement modifiés -OGM) et au budget de l'État 2009. Les parlementaires des deux partis craignent que la privatisation de la CMDT ait pour conséquence la non pérennité de la filière coton et la chute du cours d'achat du coton aux paysans. L'introduction des OGM fait peser des menaces graves en matières de santé publique et de sécurité alimentaire.
Lors du 3e congrès du Parena tenu le 26 décembre 2009 au Centre international de conférences de Bamako, Tiébilé Dramé est réélu à la présidence du parti et Djiguiba Keïta dit PPR a été élu au poste de secrétaire général. Le Parena considère que « la démocratie malienne et [le Mali] ont un besoin urgent de [la] reconstruction des forces politiques démocratiques de gauche pour mobiliser le pays en vue des combats à venir ».
En mars 2012, un des fondateurs du PARENA, le député de Dioila Konimba Sidibé, annonce qu'il quitte le parti pour fonder un nouveau mouvement politique.

## Résultats électoraux
| Année | Élection                           | Scores et observations                                     |
| 1997  | Élection présidentielle            |                                                            |
| 1997  | Élections législatives             | 8 députés (sur 147)                                        |
| 1998  | Élections communales               |                                                            |
| 1999  | Élections communales               | 110 conseillers dans les quatre régions du nord (sur 2823) |
| 2002  | Élection présidentielle            | 1er tour : Tiébilé Dramé : 4,02 %                          |
| 2002  | Élections législatives             | 1 député (sur 147)                                         |
| 2004  | Élections communales               | Environ 700 conseillers et 31 maires (sur 703)             |
| 2007  | Élection des conseillers nationaux | 3 conseillers (sur 75)                                     |
| 2007  | Élection présidentielle            | Tiébilé Dramé 3,04 %                                       |
| 2007  | Élections législatives             |                                                            |
| 2009  | Élections communales               | 471 conseillers                                            |